# Henrik Georg Bohr
Henrik Georg Bohr (født 25. september 1951) er en dansk biofysiker og tidligere professor på Danmarks Tekniske Universitet.
Han studerede fysik på Københavns Universitet fra 1970-1979. Han blev dr.techn. fra DTU i 1997.
Efter endt uddannelse arbejdede han som postdoc hos KEK i Japan, Imperial College (London), International Centre for Theoretical Physics i Italien og på DTU, indtil han i 1990 blev ansat på University of Illiniois fra 1990-1993. I 1994 blev han ansat på DTU som lektor, og fra 2001 til 2010 var han ansat som professor og grundforskningsdirektør på DTU Fysik.
Han er medlem af Videnskabernes Selskab og Danmarks Naturvidenskabelige Akademi.

## Privatliv
Han er barn af den danske professor og overlæge Hans Bohr og barnebarn af den danske fysiker Niels Bohr.